# 청일전자 미쓰리
《청일전자 미쓰리》는 2019년 9월 25일부터 2019년 11월 14일까지 방송된 tvN 수목 드라마이다.

## 줄거리
위기의 중소기업 `청일전자` 직원들이 삶을 버텨내며 함께 성장하는 과정을 그린 휴먼 오피스 드라마.

## 등장인물

### 주요 인물
- 이혜리 : 이선심 역 - 26세. 청일전자의 말단경리에서 대표이사가 되는 ‘미쓰리’.
- 김상경 : 유진욱 역 - 46세. 청일전자 영업부장.

### 이선심의 주변 인물
- 정수영 : 이진심 역 - 35세. 이선심의 언니.
- 허재호 : 조용수 역 - 37세. 선심의 형부.
- 송지우 : 조하늘 역 - 7세. 선심의 조카.
- 정시율 : 조바다 역 - 5세. 선심의 조카.

### 유진욱의 주변 인물
- 고은민 : 문은혜 역 - 37세. 유진욱의 아내. TM전자 문형석의 동생. 희귀병으로 투병 중.

### 청일전자
- 엄현경 : 구지나 역 - 32세. 미모의 청일전자 경리팀장.
- 김응수 : 오만복 역 - 56세. 청일전자의 사장. 다혈질의 독불장군.
- 김도연 : 오필립 역 - 30세. 오만복 사장의 아들. 청일전자 연구실장.
- 백지원 : 최영자 역 - 45세. 극강의 생활력을 자랑하는 청일전자 ‘작업반장’.
- 이화룡 : 송영훈 역 - 43세. 청일전자 품질관리부 차장.
- 현봉식 : 하은우 역 - 36세. 청일전자 영업부 과장.
- 김기남 : 명인호 역 - 35세, 청일전자 영업부 대리.
- 박경혜 : 김하나 역 - 32세. 청일전자 기획개발부 대리.
- 박혜진 : 정할머니 역 - 73세. 청일전자 주방 할머니.
- 이초아 : 노재란 역 - 36세, 청일전자 생산부 사원.
- 크리스찬 : 키산 역 - 34세, 청일전자 생산부 사원

### TM전자
- 차서원 : 박도준 역 - 31세. TM전자 동반성장팀장
- 김형묵 : 문형석 역 - 47세. TM(태명)전자 상무.
- 정희태 : 황지상 역 - 48세. TM(태명)전자 구매관리팀 차장. 라인 타기의 귀재이자 처세술의 달인.
- 김홍파 : 조동진 역 - 58세. TM전자 전무.

### 그 외 인물
- 강신구
- 김병철
- 백승철
- 임형국 : 정사장 역 - 청일전자 협력업체 사장.
- 김태훈
- 유인혜
- 양승욱
- 장원진
- 이승진 : 정호 역
- 권민서 : 도준 전 부서팀원
- 박진우
- 장명갑
- 나석민

### 특별출연
- 김원해 : 박 이사 역- 청일전자 이사

## 촬영지
- 제일엠씨 - 청일전자
- 원효대교
- 카페오가닉 문래점
- 에이와이라운지
- 정농로타리시장
- 춘성대교

## 시청률
최저 시청률과 최고 시청률은 시청률 조사회사와 지역별로 시청률에 차이가 있을 수 있습니다.
| 2019년      | 2019년      | 2019년         | 2019년       | 2019년         |
| 회차        | 방송일      | AGB 시청률     | AGB 시청률   | TNmS 시청률    |
| 회차        | 방송일      | 대한민국(전국) | 서울(수도권) | 대한민국(전국) |
| ----------- | ----------- | -------------- | ------------ | -------------- |
| 제1화       | 9월 25일    | 2.628%         | 3.118%       | 3.1%           |
| 제2화       | 9월 26일    | 3.188%         | 3.833%       | 4.1%           |
| 제3화       | 10월 2일    | 3.040%         | 3.134%       | %              |
| 제4화       | 10월 3일    | 3.867%         | 4.407%       | %              |
| 제5화       | 10월 9일    | 2.741%         | 3.236%       | 2.7%           |
| 제6화       | 10월 10일   | 2.986%         | 3.545%       | %              |
| 제7화       | 10월 16일   | 2.495%         | 2.883%       | %              |
| 제8화       | 10월 17일   | 2.495%         | 2.911%       | %              |
| 제9화       | 10월 23일   | 2.448%         | 2.796%       | %              |
| 제10화      | 10월 24일   | 2.333%         | 2.757%       | 2.3%           |
| 제11화      | 10월 30일   | 2.611%         | 2.502%       | %              |
| 제12화      | 10월 31일   | 2.913%         | 3.258%       | %              |
| 제13화      | 11월 6일    | 2.779%         | 3.215%       | %              |
| 제14화      | 11월 7일    | 2.827%         | 2.878%       | %              |
| 제15화      | 11월 13일   | 2.493%         | 2.726%       | %              |
| 제16화      | 11월 14일   | 3.902%         | 4.140%       | %              |
| 평균 시청률 | 평균 시청률 | 2.859%         | 3.209%       |                |

## 같이 보기
- 대한민국의 텔레비전 드라마 목록 (ㅊ)
- 2019년 대한민국의 텔레비전 드라마 목록